# Geranium hintonii
Geranium hintonii är en näveväxtart som beskrevs av Harold Emery Moore. Geranium hintonii ingår i släktet nävor, och familjen näveväxter. Inga underarter finns listade i Catalogue of Life.